# Save Your Tears
Albums de The Weeknd
Dawn FM
Singles de The Weeknd
Smile
(2020) Over Now
(2020)
Clip vidéo
[vidéo] « Save Your Tears », sur YouTube
Pistes de After Hours
In Your Eyes
(10) Repeat After Me (Interlude)
(12)
Save Your Tears est une chanson du chanteur canadien The Weeknd de son quatrième album, After Hours. Elle est écrite et produite par The Weeknd avec ses producteurs Max Martin et Oscar Holter, avec Belly et Jason Quenneville recevant des crédits additionnels d'écriture du titre. 
Un remix de la chanson par Oneohtrix Point Never a été officiellement sorti aux côtés de l'édition deluxe d'After Hours le 23 mars 2020. Un deuxième remix mettant en vedette la chanteuse américaine Ariana Grande est prévu de sortir le 22 avril 2021.
La chanson est sortie en tant que quatrième single de l'album le 9 août 2020 en Europe,, (le 12 octobre 2020 en France) et le 10 novembre 2020 aux États-Unis,.

## Contexte et promotion
Le 12 juillet 2019, un court extrait de la chanson est apparu en ligne. Le 17 mars 2020, il a été révélé via l'application d'identification musicale Shazam que Save Your Tears serait la onzième piste du quatrième album studio After Hours de The Weeknd. Le même jour, The Weeknd a confirmé la présence de la chanson dans son album lors de la sortie de la liste des chansons de l'album,.

## Paroles et composition
Les paroles de Save Your Tears sont supposés faire référence à l'impact qu'ont eu Bella Hadid et une deuxième ex, apparemment sa deuxième petite amie la plus récente Selena Gomez, sur The Weeknd. La chanson capture le désir de The Weeknd pour Hadid après l'avoir vue sortir, et ses regrets d'avoir brisé son cœur. Cette confrontation était probablement celle rapportée dans les tabloïds l'été précédent : les deux se sont rencontrés à la discothèque Catch One après leur rupture en août 2019, et Bella Hadid est partie quelques minutes après l'arrivée de The Weeknd,. L'artiste reconnait que le refus de Bella Hadid de lui accorder son attention est probablement parce qu'il l'a blessée comme une autre ex, Salena Gomez, dont il a beaucoup chanté dans son précédent EP My Dear Melancholy (« I broke your heart like someone did to mine / And now you won't love me for a second time » – « J'ai brisé ton cœur comme quelqu'un l'a fait pour le mien / Et maintenant tu ne m'aimeras plus une seconde fois »).
La chanson est écrite dans la tonalité de do majeur avec un tempo allegro moderato de 118 battements par minute. La gamme vocale de The Weeknd s'étend de la note grave de sol3 à la note aiguë de la4.

## Réception

### Accueil critique
Le magazine américain Billboard a salué la chanson comme étant la meilleure piste de l'album, déclarant : « Bien que Save Your Tears soit l'une des chansons les plus pop de l'album, The Weeknd ne se retient pas quand il s'agit de la nature plutôt froide qu'il se retrouve généralement à adopter quand il s'agit de ses amants. La production reste optimiste et régulière tout le temps, grâce au travail de Max Martin, Oscar Holter, DaHeala et The Weeknd lui-même, combinant le meilleur de son ancien contenu et de certains sons plus récents plus influencés par le courant dominant ». Le magazine a également noté la ressemblance de la chanson avec Circles de Post Malone, « dans le son et le ton lent et brûlant ».

### Accueil commercial
Après la sortie de l'album After Hours le 20 mars 2020, Save Your Tears est entré à la 41e place du Billboard Hot 100 américain du 4 avril 2020. Après sa sortie en tant que single officiel aux États-Unis, il a atteint un nouveau sommet à la 14e place sur le hit-parade, pour la semaine du 6 février 2021, devenant le quatrième single consécutif d'After Hours se classant dans le top 20 du Billboard Hot 100. Il a ensuite, la semaine suivante, atteint la 8e place du classement, devenant le douzième succès top 10 de The Weeknd. Au Rolling Stone Top 100, la chanson a atteint la 6e place. Depuis, le single a atteint la 1re place du Billboard Hot 100.
Au Canada, le pays natal du chanteur, Save Your Tears a atteint la 46e place du Canadian Hot 100 après la sortie de son album. Après sa sortie en Amérique du Nord en tant que single, la chanson est de nouveau entré dans le classement et a obtenu un nouveau sommet atteignant la 1re place.
En France, Save Your Tears parvient à atteindre la 6e position du classement Top Singles & Titres du SNEP. En Wallonie, le single entre dans l'Ultratop 50 le 30 janvier 2021 à la 49e place, et se positionne à la 1re place pendant 12 semaines non-consécutives. En Flandre, le titre atteint également la 1re place, mais pendant une seule semaine. En Suisse, Save Your Tears a atteint la 3e place lors de la sixième semaine dans le Schweizer Hitparade.
Après être sortie en single aux Pays-Bas en août 2020, Save Your Tears réussit à atteindre la 16e place du Top 40 néerlandais et la 15e place du Single Top 100, ainsi que le top 10 du Mega Top 30 et le classement Radiomonitor. C'est le premier pays où Save Your Tears est sortie comme single,. En janvier 2021, après notamment la sortie de la chanson comme single aux États-Unis et son clip, Save Your Tears réapparaît dans le Single Top 100 et atteint la 28e place lors de la semaine du 6 février 2021.

## Clip vidéo
Le clip officiel de Save Your Tears a été aguiché pour la première fois par le chanteur comme étant en route sur ses plateformes de médias sociaux le 4 janvier 2021. Sa sortie a eu lieu le lendemain 5 janvier 2021. Dans le visuel, The Weeknd continue le récit établi des précédents vidéoclips d'After Hours et sa performance aux American Music Awards 2020, performant lors d'une soirée masquée de manière non conventionnelle, après que son personnage a subi une chirurgie plastique. La vidéo a été réalisée par Cliqua et était remarquable pour l'utilisation par Tesfaye d'un nouveau costume rouge étincelant et d'une prothèse de botox. La prothèse susmentionnée a conduit à la formation de mèmes et a vu The Weeknd comparé à « Handsome Squidward ». Le symbolisme caché faisant référence aux Grammys et au récent camouflet controversé qui lui est venu à l'esprit au moment de la sortie du clip, a également été notamment remarqué.
En France, le clip est diffusé avec une signalétique "Déconseillé aux moins de 10 ans" sur les chaînes M6, M6 Music, W9, MCM, RFM TV et CStar.

## Prestations en public
La première prestation en direct de Save Your Tears a eu lieu lors des American Music Awards de 2020 le 22 novembre 2020, où elle a été interprétée aux côtés du remix Kenny G de In Your Eyes dans le centre-ville de Los Angeles. Dans sa performance, The Weeknd arborait un regard bandé qui a continué le récit des visuels qu'il a sortis pour After Hours. La deuxième prestation en direct de la chanson s'est produite à l'une de ses résidences pendant le Z100 Jingle Ball le 14 décembre 2020.
En août 2020, la chanson faisait partie des morceaux présentés dans le concert virtuel de réalité augmentée diffusé sur TikTok intitulé The Weeknd Experience. La chanson a servi de piste de clôture du flux en direct.
Le 7 février 2021, Save Your Tears a été interprétée par The Weeknd lors de son spectacle de la mi-temps du Super Bowl LV au Raymond James Stadium de Tampa.

## Remix
Le remix officiel de Save Your Tears a été créé par Oneohtrix Point Never et est inclus dans l'édition de luxe originale d'After Hours et de l'EP de remix After Hours (Remixes). Salvatore Maicki du magazine The Fader a fait l'éloge de la collaboration : « sur le remix OPN de 'Save Your Tears', ils se rencontrent au milieu, déclenchant un spectacle technicolor ».

## Crédits
Crédits provenant de Tidal .
- The Weeknd - chant, écriture, production, programmation, claviers, basse, guitare, batterie
- Belly - écriture, production
- Jason Quenneville (en) - composition, production
- Max Martin - écriture, production, programmation, claviers, basse, guitare, batterie
- Oscar Holter - écriture, production, programmation, claviers, basse, guitare, batterie
- Max Grahn - guitare
- Shin Kamiyama - ingénieur du son
- Cory Bice - assistant ingénieur
- Jeremy Lertola - assistant ingénieur
- Sean Klein - assistant ingénieur
- Serban Ghenea - mixage audio
- John Hanes - ingénierie de mixage
- Dave Kutch - masterisation
- Kevin Peterson - masterisation

## Classements et certifications
| Classement (2020–21)                    | Meilleure position |
| --------------------------------------- | ------------------ |
| Allemagne (GfK Entertainment)           | 5                  |
| Argentine (Hot 100)                     | 12                 |
| Australie (ARIA)                        | 3                  |
| Autriche (Ö3 Austria Top 40)            | 4                  |
| Belgique (Flandre Ultratop 50 Singles)  | 1                  |
| Belgique (Flandre Ultratop 50 Airplay)  | 1                  |
| Belgique (Wallonie Ultratop 50 Singles) | 1                  |
| Belgique (Wallonie Ultratop 50 Airplay) | 1                  |
| Bolivie (Monitor Latino Anglo)          | 3                  |
| Canada (Hot 100)                        | 1                  |
| Canada (Adult Contemporary)             | 3                  |
| Canada (CHR/Top 40)                     | 1                  |
| Canada (Hot AC)                         | 2                  |
| CEI (Tophit)                            | 3                  |
| Colombie (Monitor Latino Anglo)         | 5                  |
| Costa Rica (Monitor Latino Anglo)       | 5                  |
| Croatie (HRT)                           | 1                  |
| Danemark (Tracklisten)                  | 1                  |
| Équateur (Monitor Latino Anglo)         | 3                  |
| Espagne (PROMUSICAE)                    | 16                 |
| Estonie (Eesti Tipp-40)                 | 23                 |
| États-Unis (Hot 100)                    | 1                  |
| États-Unis (Adult Contemporary)         | 11                 |
| États-Unis (Adult Pop Songs)            | 1                  |
| États-Unis (Pop Airplay)                | 1                  |
| États-Unis (Rhythmic Songs)             | 6                  |
| États-Unis (Rolling Stone Top 100)      | 4                  |
| Finlande (Suomen virallinen lista)      | 3                  |
| France (SNEP)                           | 6                  |
| France (SNEP Radio)                     | 1                  |
| France (Digital Songs)                  | 1                  |
| Global 200 (Billboard)                  | 1                  |
| Grèce (IFPI)                            | 5                  |
| Guatemala (Monitor Latino Anglo)        | 4                  |
| Honduras (Monitor Latino Anglo)         | 9                  |
| Hongrie (Rádiós Top 40)                 | 1                  |
| Hongrie (Single Top 40)                 | 3                  |
| Hongrie (Stream Top 40)                 | 3                  |
| Irlande (Irish Singles Chart)           | 2                  |
| Islande (Tónlistinn)                    | 1                  |
| Israël (Media Forest)                   | 1                  |
| Italie (FIMI)                           | 4                  |
| Lituanie (AGATA)                        | 1                  |
| Malaisie (RIM)                          | 4                  |
| Mexique (México Airplay)                | 1                  |
| Mexique (Inglés Airplay)                | 1                  |
| Nicaragua (Monitor Latino Anglo)        | 10                 |
| Norvège (VG-lista)                      | 3                  |
| Nouvelle-Zélande (RMNZ)                 | 9                  |
| Pays-Bas (Nederlandse Top 40)           | 16                 |
| Pays-Bas (Single Top 100)               | 15                 |
| Pays-Bas (Mega Top 30)                  | 6                  |
| Pologne (ZPAV)                          | 1                  |
| Portugal (AFP)                          | 3                  |
| Roumanie (Airplay 100)                  | 5                  |
| Royaume-Uni (UK Singles Chart)          | 2                  |
| Royaume-Uni (UK R&B Chart)              | 1                  |
| Russie (Tophit Radio Top 100)           | 6                  |
| Salvador (Monitor Latino)               | 6                  |
| Singapour (RIAS)                        | 3                  |
| Slovaquie (IFPI Rádio)                  | 8                  |
| Slovaquie (IFPI Singles Digitál)        | 6                  |
| Slovénie (SloTop50)                     | 1                  |
| Suède (Sverigetopplistan)               | 3                  |
| Suisse (Schweizer Hitparade)            | 3                  |
| Tchéquie (IFPI Rádio)                   | 9                  |
| Tchéquie (IFPI Singles Digitál)         | 7                  |
| Venezuela (Monitor Latino Anglo)        | 3                  |

| Classement (2020)             | Position |
| ----------------------------- | -------- |
| Pays-Bas (Nederlandse Top 40) | 73       |
| Pays-Bas (Mega Top 30)        | 20       |

### Certifications
| Pays                                                                       | Certification | Ventes certifiées |
| -------------------------------------------------------------------------- | ------------- | ----------------- |
| Australie (ARIA)                                                           | Platine       | 70 000‡           |
| Belgique (BEA)                                                             | Or            | 20 000*           |
| Danemark (IFPI)                                                            | Or            | 45 000^           |
| Espagne (PME)                                                              | Or            | 20 000^           |
| États-Unis (RIAA)                                                          | Platine       | 1 000 000^        |
| Grèce (IFPI Greece)                                                        | Or            | 10 000‡           |
| Italie (FIMI)                                                              | Platine       | 70 000‡           |
| Nouvelle-Zélande (RMNZ)                                                    | Or            | 15 000‡           |
| Portugal (AFP)                                                             | Or            | 35 000‡           |
| Royaume-Uni (BPI)                                                          | Argent        | 200 000‡          |
| xNon précisé par la certification ‡ventes/streaming selon la certification |               |                   |

## Historique de sortie
| Pays        | Date             | Format                                   | Label(s)        | Réf.    |
| ----------- | ---------------- | ---------------------------------------- | --------------- | ------- |
| Divers      | 20 mars 2020     | - Téléchargement - streaming (album)     | - XO - Republic | [ 109 ] |
| Pays-Bas    | 9 août 2020      | Diffusion radio (succès contemporains)   | Universal       | ,       |
| France      | 12 octobre 2020  | Diffusion radio (succès contemporains)   | Universal       | [ 5 ]   |
| Italie      | 6 novembre 2020  | Diffusion radio (succès contemporains)   | Universal       | [ 110 ] |
| États-Unis  | 10 novembre 2020 | Diffusion radio (succès contemporains)   | Universal       | ,       |
| Australie   | 20 novembre 2020 | Diffusion radio (succès contemporains)   | - XO - Republic | [ 111 ] |
| Royaume-Uni | 20 novembre 2020 | Diffusion radio (adult contemporary)     | - XO - Republic | [ 112 ] |
| États-Unis  | 24 novembre 2020 | Diffusion radio (succès contemporains)   | - XO - Republic | [ 113 ] |
| États-Unis  | 24 novembre 2020 | Diffusion radio (rhythmic (en))          | - XO - Republic | [ 114 ] |
| États-Unis  | 11 janvier 2021  | Diffusion radio (hot adult contemporary) | - XO - Republic | [ 115 ] |
| Royaume-Uni | 22 janvier 2021  | Diffusion radio (succès contemporains)   | - XO - Republic | [ 116 ] |